# 兒童日報 (香港)
《兒童日報》（英語：Children's daily），是香港第一份以兒童為對象的中文日報，創刊於1989年9月17日，但只維持了一年多時間，便因為營運累積虧損而停刊。

## 歷史

### 發行背景
香港的出版事業在1980年代蓬勃發展，在這段時期，香港媒體與中國大陸及台灣的同業相比，較少受到政府的干預，所以香港當時已有多份報章，而且內容多元化，甚至有專門為馬迷而設的馬經。雖然在香港發行的報章種類不少，但都以成年讀者為銷售對象，卻未有專為兒童而印發的日報，所以兒童在當時是被香港報界忽略的市場。
香港最早的兒童報章可以追溯到1960年2月創刊的《兒童報》，這是一份以小學生為對象的報章，以周刊形式每週出版一次。《兒童報》在當時很罕有地以全彩印刷，香港前立法會議員司徒華也曾經在《兒童報》擔任總編輯。《兒童報》以介紹事物為主，並有大量漫畫，還有學生活動等，而新聞與時事僅佔極少篇幅。《兒童報》創刊時售價每份港幣三毫，但香港在1960年代仍處於發展中地區，一般家庭難以負擔購買，而當時香港的普及教育仍處於起始時期，大部分適齡兒童只能接受有限的小學教育，甚至未有接受學校教育的機會，因此當時購買《兒童報》的對象仍是以教育機構和家境較富裕的家庭為主，未能在大眾市民中普及。《兒童報》於1966年9月，出版第272期後停刊。
香港在1978年推行普及教育後，大部分兒童從6歲起都須要接受義務教育，加之從1970年代起香港推動家庭計劃，鼓勵節約生育，此後大部分香港家庭都只會生育兩個小孩，家庭結構由過往有六、七個以上小孩的大家庭，轉變為只有兩、三個子女的小家庭。隨著經濟的發展與教育水平的提高，1980年代的香港家庭普遍較以往富裕，這個時代的父母也較過往注重子女的教育及發展，更樂於為其數量不多的子女增進知識而消費，因此專門為兒童而設的報刊市場被認為已經形成。香港在1990年約有73萬名6至14歲學童，所以如果兒童刊物能夠成功推廣，預期會有不少的發展空間。

### 籌備創辦
《兒童日報》的創辦人是李同樂，他也是香港一家電子製品公司品質國際的主席。品質國際成立於1982年，主要產品是集成電路的引線框。李同樂創辦《兒童日報》的原因，是因為他看見其年約7歲的女兒，正在閱讀一份報章的國際新聞版，他當時還以為女兒只是隨便看看，於是他便嘗試拿報章的娛樂版與她交換，但女兒仍是不接受交換繼續看國際新聞版，他便想起為何兒童沒有自己的報章，從而獲得創辦兒童報章的靈感，並決定開辦一份專為兒童而設的日報，嘗試涉足新聞媒體生意。
雖然《兒童日報》的創辦人缺乏經營新聞媒體的經驗，但為了出版這份專為兒童而設的日報，便找上一些當時在香港報界擁有豐富經驗的人士擔任管理層。《兒童日報》的社長由《信報》的前管理層出任，副社長也曾在《新報》擔任助理社長，編輯主任則曾任香港主要電視台無綫電視的編審，而大部分編採人員都是大學的畢業生。

### 初期發行
《兒童日報》於於1989年9月17日進行首日發行，並以日報形式每天印發。在9月17日的創刊號印量大約60萬份，當中大部分免費派送到學校，只有7萬份在報攤發售，零售價與當時主流中文日報相同，都是每份2港元。報社為了推銷這份新報章，在創刊當日，除了把《兒童日報》的免費贈閱版直接派送到學校外，在9月17日購買《兒童日報》創刊號的14歲或以下兒童，更可以換取一張海洋公園的兒童入場票。在創刊首日公開發售的7萬份《兒童日報》，在報社排山倒海的宣傳攻勢下被搶購一空，其新穎的概念與主動積極的宣傳策略，同樣甚受業界注意。

### 營運期望
《兒童日報》創辦初期只是創辦人李同樂的私人投資，但不久《兒童日報》便被轉移到其上市公司「品質國際」旗下，因此《兒童日報》是以商業模式營運，並期望透過《兒童日報》推廣其他兒童相關用品，例如兒童書籍、文具和電子產品等，從而擴大盈利。雖然《兒童日報》便被轉移到「品質國際」後，「品質國際」的股東可以分享《兒童日報》的收益，但另一方面，如果《兒童日報》未能產生可觀盈利，將會面臨股東壓力而停辦。由於發行《兒童日報》的「品質國際」本身是一家電子零組件生產商，經營報章的網絡須要從無到有建立，為了打入媒體市場，所以一開始便建立起報章的派送物流管道，並設立訂閱服務，當時的訂閱電話號碼是411 7186。發行商預期派送隊伍，會由初期只派送《兒童日報》，並以此建立物流和銷售網絡，最終利用《兒童日報》的媒體平台，同時派送其代理的各式兒童商品。

### 銷量變化
《兒童日報》以日報模式每天印刷發行，創刊首日除了免費贈閱版外，以零售方式販賣的7萬份全部售出，而創刊首周的每日平均銷量達到五萬份以上。然而，發刊一個月以後，其帶給市民的新鮮感已有所下降，到出版兩個月後的1989年11月，其銷量已降至日均3萬份。其他主流報章的每週的日均銷量通常變化不大，《兒童日報》卻相對不穩定，其週六和週日的銷量明顯高於週一至週五的銷量，週末的銷量約為平日的一倍。

### 停辦
由於《兒童日報》在創刊初期，利用不同平台，包括電視廣告作大量宣傳，在創刊當日更為每名購買《兒童日報》的兒童支付海洋公園的入場費，不但付出龐大的宣傳推廣開支，還要負擔其派送隊伍的成本。雖然在創刊首月獲得日均7萬份的銷售成績，此後卻未能擴大銷量，也一直未能像預期般，打開兒童產品的銷售管道。《兒童日報》所獲得的廣告收益，也一直未能填補其日常營運的龐大支出，隨著銷量每況愈下，也更難吸引商家在《兒童日報》刊登廣告。
1990年6月，陷入經營危機的《兒童日報》出現重大人士變動，社長被解僱，卻令報社陷入更大震盪，編採人員也因為擔心前景而相繼離職。由於《兒童日報》自創辦起一直入不敷支，即使報社改組也未能扭轉累積虧損，銷量仍然繼續下滑。持有《兒童日報》的上市公司「品質國際」，其股價也受到《兒童日報》的持續虧損而大幅下挫，《兒童日報》最終於1990年底停刊。《兒童日報》的推出，雖然打開了香港報界的新一頁，可是從聲勢浩大地創刊，到因為嚴重虧蝕而悄悄地停刊，其辦報生涯只維持了一年多的時間。

## 內容
由於《兒童日報》的閱讀對象是6至14歲的兒童，為吸引這群年輕讀者的目光，整份《兒童日報》都採用了彩色印刷。以兒童為出版對象的物，在內容編排上，不能套用主流刊物的形式；對於專為兒童而設的新聞媒體，在新聞編採上，更會與主流報章有明顯分別。兒童新聞媒體一方面要反映新聞事實，同時又要顧及兒童仍在發展的閱讀能力，用字也不能過於艱深，因此專為兒童而設的新聞報導，在當時世界上其他地區也不常見。

### 新聞報導
《兒童日報》是香港首次有報章以兒童為對象，每天印刷發行的日報，由於缺乏先例可循，一方面要吸引兒童閱讀，但又要反映其新聞媒體的本質，所以發行最初的半年，其版面鋪排變化不定，仍處於探索階段。一般報章會在頭版刊登大眾關心的時事作為頭條，但《兒童日報》卻常把新聞放在第二頁及第三頁，而且每則新聞都十分簡短，多採取簡介形式，甚少深入報導。《兒童日報》在版面上也嘗試順應兒童的喜好，在頭版多為插圖，甚至在最初的三個月，頭版近乎沒有新聞。
《兒童日報》所報導的新聞事件，以持續發生的事件或將會發生的事件為主，例如將會舉辦的展覽或即將進行的比賽。對於新近發生的事件，因為《兒童日報》缺乏現場採訪的記者，所以大部分新聞消息，都是來自電台及電視台的新聞報導，並撮要當中的重點內容，以便刊載於翌日的新聞版。由於可供刊登新聞的版面有限，冗長的段落對兒童而言又不討喜，所以新聞事件多以簡單文句的表達。此外，由於報社缺乏採訪的記者，所以大部分新近發生的新聞，都未能附上記者現場拍攝的圖片，而是以插圖的方式代替。
鑑於《兒童日報》以6至14歲的兒童為出版對象，《兒童日報》的新聞除了展覽活動和體育消息外，通常都是一些公共政策的討論和頒布、遊行集會及社區活動等。至於涉及暴力的罪案，例如搶劫和謀殺等，則鮮有刊載為新聞報導。
《兒童日報》每天都會有一則簡短的社評，多以近期社會關注的事件為主，並且是中英對照，能夠作為兒童學習英文的途徑。

### 科普及遊戲
科普內容在一般報章只以副刊形式刊登，但在《兒童日報》科普知識卻佔有不少篇幅，包括介紹自然現象、動物和植物的介紹、物理常識和一些小實驗，以及科技發展等。智力遊戲同樣佔有一定篇幅，常見的包括迷宮遊戲、連線圖、拼字遊戲和圖片判別等。

### 漫畫及故事
由於《兒童日報》以兒童為其閱讀對象，因此漫畫和故事，所佔的篇幅比主流報章為多。漫畫有簡單的四格漫畫，也有佔半版篇幅的漫畫故事。至於故事有部分只有文字，也有部分是圖文並茂。故事內容以一些著名的童話故事或寓言故事為主，例如《木偶奇遇記》，也有一些故事以介紹著名歷史人物為題材，例如莫扎特的故事。

### 廣告
雖然廣告是大部分報章的主要收入來源，但《兒童日報》由於市場定位獨特，以兒童為對象雖然有助於集中推銷兒童產品，但另一方面卻對廣告類型造成很大的框限，廣告公司及客戶不會選擇在《兒童日報》刊登推廣樓盤、汽車及珠寶首飾的廣告，而大部分常見於當時主流報章的廣告，如菸酒廣告、暴力或成人電影廣告、避孕用品廣告，以至暴露的內衣廣告，兒童刊物也受到其讀者定位的限制，不能為這些商戶賣廣告。《兒童日報》由創刊至停刊，廣告篇幅一直只佔很小部分，而且大部分廣告僅在其銷量最好的週六和週日出現。由於長期未能吸引商戶在《兒童日報》賣廣告，加上《兒童日報》的銷量每況愈下，令其更難獲得廣告收益。直至停刊，《兒童日報》所載的廣告仍是以自我宣傳為主，只有很少是來自商戶的廣告。